# Azione Democratica
Azione Democratica (in spagnolo Acción Democrática, AD) è un partito politico socialdemocratico venezuelano, fondato nel 1936 ma riconosciuto nel 1941. Molti suoi militanti ed esponenti si sono impegnati contro la dittatura di Marcos Pérez Jiménez. AD ha espresso quattro Presidenti tra gli anni '60 e '90. Alla fine degli anni '90, però, a causa di fenomeni di corruzione e per la persistente condizione di povertà del paese, l'AD ha visto calare i suoi consensi. Alle elezioni del 2000, l'AD infatti elesse solo 29 deputati su 165, oltre a quattro in alleanza con il COPEI. Dal 2000, però, AD ha subito varie scissioni, infatti, esponenti del partito sono passati a Primero Justicia, altri hanno dato vita ad Alianza Bravo Pueblo e al Polo Democratico. AD in forte polemica con il Presidente del Venezuela, Hugo Chávez Frías, ha boicottato le elezioni politiche del 2005. Tra i suoi esponenti abbiamo anche Antonio Ledezma.